# نداء العشاق (فلم)
نداء العشاق هو فيلم مصري عرض عام 1960، بطولة برلنتي عبد الحميد وشكري سرحان وفريد شوقي، ومن إخراج يوسف شاهين.

## قصة الفيلم
ورد راقصة جميلة، تعيش بلا مأوى بعد أن ضرب آخر عشاقها أحد المعجبين بها، تجد وظيفة في مصنع لحلج القطن. تلفت أنظار متولي ابن صاحب المصنع. وأيضًا عبده الشاب الطيب الذي يدير المصنع، وتعطى قلبها لهذا الأخير، تقتل ورد العجوز شهاوي والد متولي الذي أراد الاعتداء عليها، تهرب ورد مع عبده، يطاردهما متولي للانتقام منهما.

## طاقم التمثيل
- برلنتي عبد الحميد: (ورد)
- شكري سرحان: (عبده)
- فريد شوقي: (متولي الشهاوي)
- توفيق الدقن: (حسن)
- عبد الغني قمر: (الشهاوى)
- أسعد قلادة: (أبو دراع)
- عزيزة حلمي: (والدة عبده)
- ثريا فخري: (أم عزوز)
- رفيعة الشال: (جلجلة - معلمة الأفراح)
- خيرية أحمد: (بهية)
- أحمد أباظة: (العمدة)
- محمد صبيح: (عبد الله - سائق اللورى)
- مطاوع عويس: (فلاح)
- عبد الحميد بدوي: (رئيس عمال الدريسة)
- رشوان مصطفى: (ضابط نقطة السكة الحديد)
- محمد الحلو: (فلاح)
- منير الفنجري: (القهوجي)
- سيد إسماعيل: (غناء)
- عائشة حسن: (غناء)

## فريق العمل
- إخراج: يوسف شاهين
- سيناريو: عبد الحي أديب، وجيه نجيب
- حوار: بهجت قمر
- إشراف على الكتابة: عبد الرحمن الشرقاوي
- مدير التصوير: ألفيزي أورفانيللي
- مونتاج: رشيدة عبد السلام
- إنتاج: أفلام محمد عفيفي
- موسيقى تصويرية: فؤاد الظاهري
- توزيع: دولار فيلم